# 的黎波里 (黎巴嫩)
的黎波里（Tripoli），是黎巴嫩地中海岸边的一座古城，位于贝鲁特以北85公里。该城名称意为“三城”，由于在腓尼基时代的三座城市（西顿、推罗和阿拉多斯）联盟中占主导地位而得名。

## 历史
的黎波里现今为黎巴嫩北部省省会，人口约50万人，是黎巴嫩第二大城市和第二大港口。居民绝大多数是逊尼派穆斯林（约80％），以及一个东正教和基督教马龙派少数，也有少数是什叶派穆斯林。

## 商业
的黎波里在经济上的地位曾可与贝鲁特媲美，但近几十年来该城市的经济情况一直在恶化。
为了振兴当地的经济，多个咨询委员会积极制定和支持了经济建设计划——“的黎波里愿景2020”，许多富有影响力的重要政府官员和市内的着名商人都很支持计划的实施。该项目的目标是提供一个全面的框架，通过促进投资、培训、再培训、人才配置和产出推广来振兴城市经济。“黎波里愿景2020”由萨阿德·哈里里办公室和黎波里议员联合办公室一齐主办。

## 姊妹城市
- 義大利 那不勒斯
- 叙利亚 大馬士革
- 賽普勒斯 拉納卡
- 葡萄牙 法魯
- 印度尼西亞 班達亞齊（自2011年7月30日開始）

## 延伸阅读
- Josiah Conder, , , London: J.Duncan, 1830
- ,  11th, New York: Encyclopaedia Britannica, 1910, OCLC 14782424
- C. Edmund Bosworth (编). . . Leiden: Koninklijke Brill. 2007.
- . . Oxford University Press. 2009.